# Domínio de Kuwana
Domínio de Kuwana (桑名藩, Kuwana-han) foi Han do período Edo da história do Japão, localizado na Província de Ise (atual Mie). Ele era dirigido a partir Castelo de Kuwana localizado atualmente na cidade de Kuwana .

## História

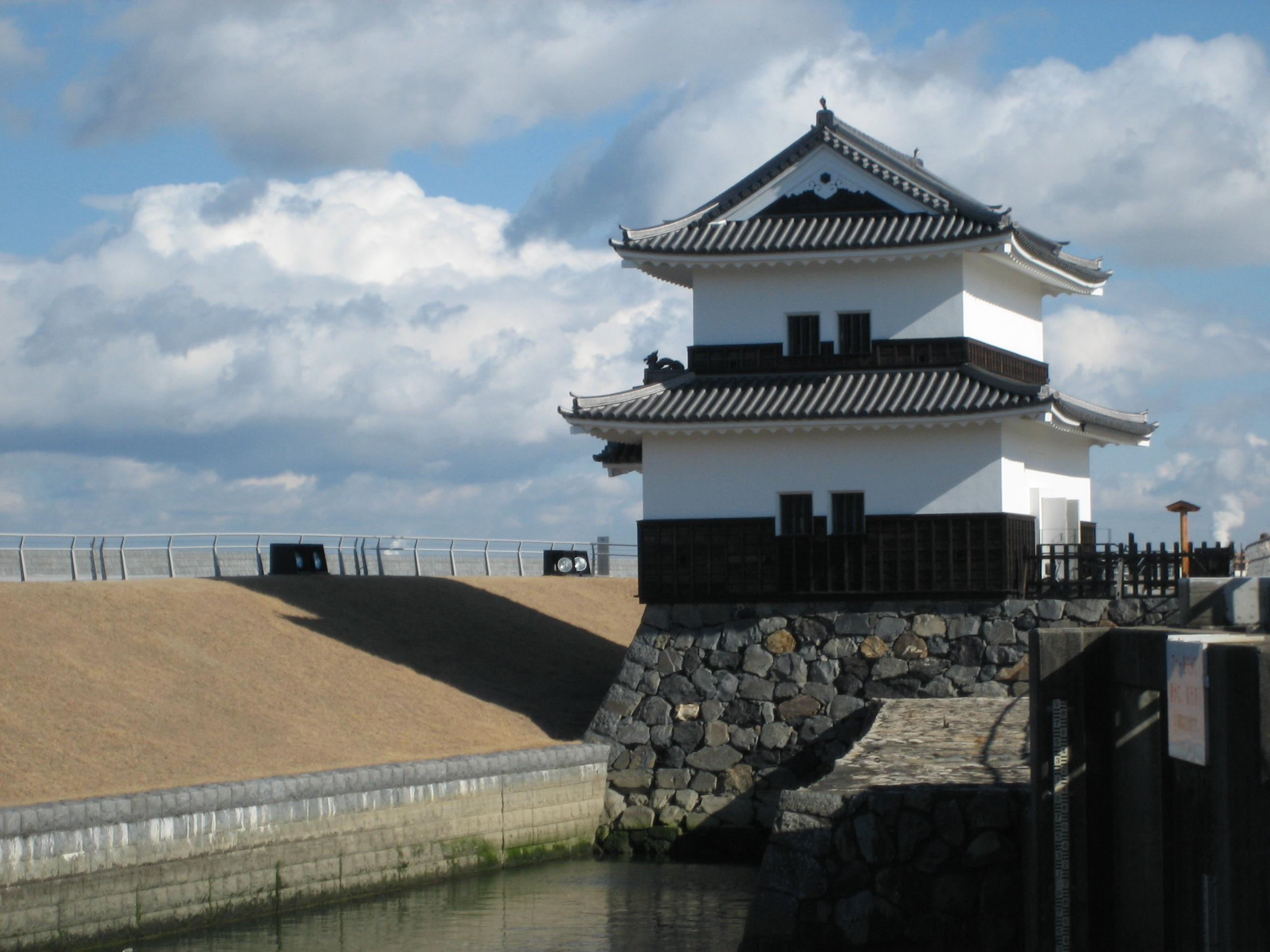
Parte do Castelo Kuwana reconstruída

Durante o final de período Heian e no período Muromachi , a área de Kuwana era conhecida como Juraku-no-tsu ( 十楽の津?) e foi um grande porto na costa leste do Japão, controlada por uma guilda de comerciantes. O poeta Socó a descreveu em 1515 como uma grande cidade com mais de mil casas, templos e pousadas. Durante o período Sengoku, a área ficou sob o controle de Oda Nobunaga, que a atribuiu a seu vassalo Takigawa Kazumasu. Após a morte de Nobunaga, a região ficou sob o controle de Toyotomi Hideyoshi, que inicialmente a atribuiu ao filho mais novo de Nobunaga, Oda Nobukatsu como governante da Província de Ise. No entanto, após o Cerco de Odawara, Hideyoshi rebaixou Nobukatsu, e dividiu a Província de Ise em várias Hans, e foi atribuído a Hitotsuyanagi Naomori o Domínio de Kuwana. Em 1595, a área foi transferido para Ujiie Yukihiro com renda de 22.000 koku. Com a vitória de Tokugawa Ieyasu na Batalha de Sekigahara Ujiie Yukihiro foi deposto .
Em janeiro de 1601, um dos principais generais de Ieyasu, Honda Tadakatsu tornou-se Daimyō de Kuwana , com receita de 100.000 koku . O xogunato Tokugawa reconheceu o valor estratégico do local tanto pelo seu porto marítimo, como também pelo Kuwana-Juku, entreposto vital  na estrada  Tōkaidō que ligava Edo a Kyōto. Em 1609, Tadakatsu foi sucedido por seu filho Honda Tadamasa, que se distinguiu no Cerco de Osaka e foi recompensado com o mais lucrativo Domínio de Himeji em 1617 .
O Kuwana foi então atribuído ao meio-irmão de Ieyasu, Hisamitsu Sadakatsu, cujos descendentes governaram até que eles foram transferidos para o Domínio de Takada na Província de Echigo em 1710 e seu lugar tomado pelo Ramo Okudaira do Clã Matsudaira , que governou até 1823, quando o Ramo Hisamitsu voltou para Kuwana vindos do Domínio de Shirakawa na província de Mutsu . Os Hisamatsu continuaram a governar Kuwana até a Restauração Meiji 
Matsudaira Sadaaki, um dos últimos Daimyō de Kuwana foi também o último Kyoto Shoshidai e apoiou o seu irmão, Matsudaira Katamori, Daimyō de Aizu. Lutando na Guerra Boshin, até finalmente se render ao Governo Meiji , após a queda da República de Ezo. O último Daimyō de Kuwana, Matsudaira Sadanori, ainda era uma criança, durante a Guerra Boshin. Foi em suas mãos que o Castelo de Kuwana se rendeu às forças da Aliança Satchō sem batalha. Mais tarde, ele foi educado no Estados Unidos e entrou para o Governo Meiji, e foi embaixador do Japão na Itália. Mais tarde tornou-se  shishaku ("visconde") pelo sistema de nobreza Kazoku .
Com a abolição do sistema han , em Julho de 1871, Kuwana tornou-se Prefeitura Kuwana, que mais tarde tornou-se parte da Província de Mie.

## Lista de Daimyōs
O Daimiô era o chefe hereditário do Domínio e ao mesmo tempo era o chefe do clã
- Clã Honda (fudai) 1601-1616

1. Honda Tadakatsu (本多忠勝), 1601-1609
2. Honda Tadamasa (本多忠政), 1609-1616

- Clã Matsudaira (Hisamitsu) (shinpan) 1616-1710

1. Hisamitsu Sadakatsu (久松定勝), 1616–1624
2. Matsudaira Sadayuki (松平定行), 1624-1635
3. Matsudaira Sadatsuna (松平定綱),1635–1651
4. Matsudaira Sadayoshi (松平定良), 1652–1657
5. Matsudaira Sadashige (松平定重), 1657-1710

- Clã Matsudaira (Okudaira) (fudai) 1710-1823

1. Matsudaira Tadamasa (松平忠雅)||1710–1746
2. Matsudaira Tadatoki (松平忠刻), 1746-1771
3. Matsudaira Tadahira (松平忠啓), 1771–1786
4. Matsudaira Tadakatsu (松平忠功), 1787–1793
5. Matsudaira Tadatomo (松平忠和), 1793-1802
6. Matsudaira Tadasuke (松平忠翼), 1802-1821
7. Matsudaira Tadataka (松平忠堯), 1821-1823

- Clã Matsudaira (Hisamitsu) (shinpan) 1823-1871

1. Matsudaira Sadanaga (松平定永), 1823–1838
2. Matsudaira Sadakazu (松平定和), 1838-1841
3. Matsudaira Sadamichi (松平定猷), 1842–1858
4. Matsudaira Sadaaki (松平定敬), 1859–1868
5. Matsudaira Sadanori (松平定教), 1868-1871